# Eopenthes varians
Eopenthes varians är en skalbaggsart som beskrevs av Sharp 1908. Eopenthes varians ingår i släktet Eopenthes och familjen knäppare. Inga underarter finns listade i Catalogue of Life.